# G1 Supercard
G1 Supercard fue un evento de lucha libre profesional producido en conjunto por la empresa norteamericana Ring of Honor (ROH) y la empresa japonesa New Japan Pro-Wrestling (NJPW), que tuvo lugar el 6 de abril de 2019 desde el Madison Square Garden en la ciudad de Nueva York.  
Por parte de ROH, el evento se considera una nueva edición del evento Supercard of Honor a pesar de no continuar la numeración, añadiendo a su nombre el apelativo "G1", exclusivo de la empresa NJPW, asimismo, dentro del calendario de eventos de NJPW, se considera el reemplazo del evento Sakura Genesis como el evento del mes de abril. El tema musical del evento fue "Going To The Garden" del rapero Mega Ran.

## Producción

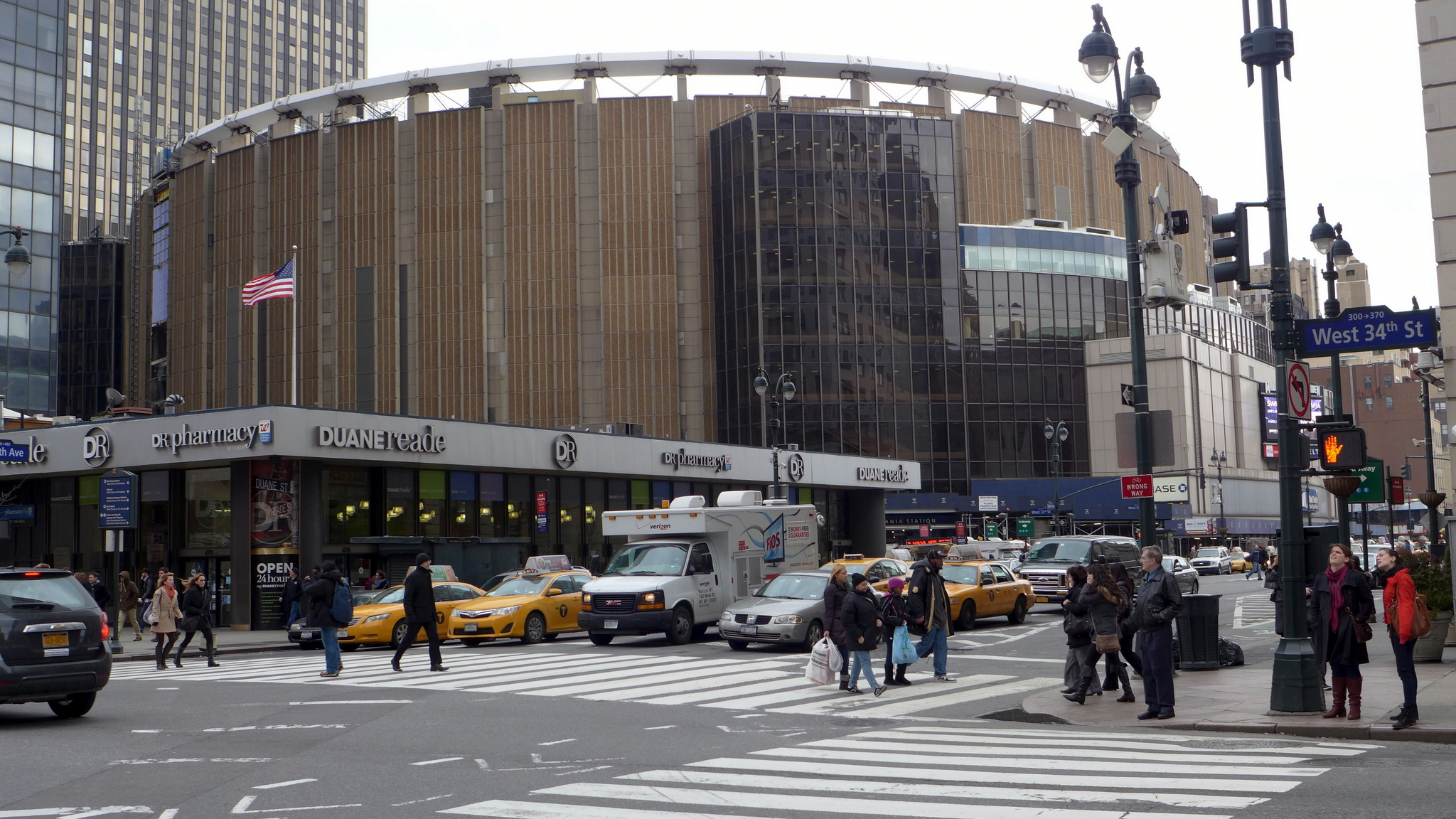
G1 Supercard marca la primera vez que ROH y NJPW llegan a presentar un evento en el Madison Square Garden

En junio de 2018 se anunció oficialmente que Ring of Honor y New Japan Pro-Wrestling realizarían un evento en el Madison Square Garden. El evento constituyó un hecho histórico para ambas empresas debido a que es la primera vez que se presentarían en el recinto del Madison Square Garden, que usualmente solo albergaba eventos de lucha libre profesional producidos por WWE, sin embargo, un mes más tarde, se anunció que el evento sería cancelado debido a la interferencia de la WWE.
Los problemas finalmente se resolvieron y el evento fue confirmado oficialmente el 12 de julio de 2018, con las entradas siendo puestas a la venta el 8 de agosto para los miembros de la plataforma digital de ROH: HonorClub; y el 10 de agosto para el público en general. Durante la preventa de los miembros de HonorClub, se vendieron el 60 % de los boletos, y el resto de los 15 000 boletos se vendieron dentro de los 16 minutos una vez iniciada la venta general.

## Antecedentes
El 11 de febrero en The New Beginning in Osaka, Jay White logró derrotar a Hiroshi Tanahashi coronándose como Campeón Peso Pesado de la IWGP. El 12 de febrero, NJPW anunció que White defenderá el título ante el ganador de la New Japan Cup 2019. El 24 de marzo, Kazuchika Okada derrotaría a Sanada en la final de la New Japan Cup y ganó la oportunidad de enfrentar a White por el Campeonato Peso Pesado de la IWGP en el evento principal de G1 Supercard, una revancha de Wrestle Kingdom 13, donde White derrotó a Okada.
En la segunda noche del gran espectáculo de Honor Rising: Japan, las Guerrillas of Destiny (Tama Tonga & Tanga Loa) ganaron el Campeonato en Parejas de la IWGP por quinta vez, mientras que en el evento principal los diez veces campeones mundiales en parejas, The Briscoe Brothers (Jay Briscoe & Mark Briscoe) defendieron con éxito el Campeonato Mundial en Parejas de ROH. Después de la lucha principal, Jay y Mark Briscoe desafiaron a Tama Tonga y Tanga Loa en un Winner Takes All Match por los títulos respectivos de ambos equipos en G1 Supercard. Luego salieron los Guerrillas of Destiny, confrontando a los Briscoes y aceptando el desafío. Al día siguiente, NJPW anunció oficialmente la lucha entre los campeones de IWGP y ROH, señalando que Jay y Mark Briscoe todavía tenían una defensa programada antes del show contra Villain Enterprises (Brody King & PCO). Por lo tanto, el ganador de este combate avanzaría a G1 Supercard para enfrentar a las Guerrillas of Destiny. Finalmente, Villain Enterprises ganaron la lucha, transformándose en los campeones de ROH que lucharían contra Guerrillas of Destiny en el G1 Supercard, sin embargo, Los Ingobernables de Japón (Evil & Sanada) y The Briscoe Brothers (Jay Briscoe & Mark Briscoe), en calidad de excampeones de los respectivos títulos, fueron también añadidos a la lucha por los campeonatos.
El 6 de marzo en el NJPW 47th Anniversary Event, Taiji Ishimori defendió con éxito el Campeonato Peso Pesado Junior de la IWGP contra Jushin Thunder Liger. Después del combate, lanzó un reto abierto a un luchador de ROH a una lucha por el campeonato en G1 Supercard. El desafío fue aceptado por Dragon Lee, en representación del Consejo Mundial de Lucha Libre (CMLL). Al día siguiente, Bandido expresó la intención de unirse a la lucha por el título en representación de ROH. Más tarde ese día, se anunció oficialmente un Triple Threat Match por el título.
El 9 de marzo, se anunció que los luchadores de ROH y NJPW competirían en una lucha de Honor Rumble como parte del Pre-show de G1 Supercard.
En la conferencia de prensa de G1 Supercard el 13 de marzo, se anunció que Marty Scurll, quien ganó el torneo Survival of the Fittest para ganar una oportunidad por el Campeonato Mundial de ROH, invocaría su oportunidad titular en el evento G1 Supercard, donde se enfrentaría al actual campeón Jay Lethal. Dos noches después, en el evento ROH 17th Anniversary Show, Lethal y Matt Taven empataron en una lucha por el título por llegar al límite de tiempo de 60 minutos, por lo que Taven fue añadido a la lucha por el campeonato en el G1 Supercard, la cual se convirtió en una Ladder Match.
El 10 de febrero en Bound By Honor, Mayu Iwatani derrotó a Kelly Klein ganándole el Campeonato Mundial Femenil de Honor. Más tarde, el 15 de marzo en el ROH 17th Anniversary Show, Iwatani logró defender su título ante Klein en su revancha. El 23 de marzo, se anunció que Iwatani defendería su título Femenil contra Klein una vez más.
El 4 de enero en Wrestle Kingdom 13, Zack Sabre Jr. derrotó a Tomohiro Ishii ganándole el Campeonato Peso Pesado Británico. En una lucha de los cuartos de final de la New Japan Cup 2019, Hiroshi Tanahashi venció a Sabre Jr. para avanzar en el torneo. Más tarde se anunció que Zack defendería su título contra Tanahashi.
Durante el inicio de la primera ronda de la New Japan Cup 2019, Kota Ibushi derrotó al Campeón Intercontinental de la IWGP Tetsuya Naito. Ibushi luego sería eliminado del torneo por Zack Sabre Jr. en su enfrentamiento de octavos de final. A lo largo del resto del torneo, Ibushi se enfrentaría a Naito en luchas de equipos con este último buscando otro combate individual contra Ibushi. Finalmente se anunció que Naito defendería su Campeonato Intercontinental contra Ibushi.

## Resultados
En paréntesis se indica el tiempo de cada combate:
- Pre-show: Oedo Tai (Kagetsu & Kazuki) & Jenny Rose derrotaron a Hana Kimura, Sumie Sakai & Stella Grey.[18]
- Pre-show: Kenny King ganó el Honor Rumble Match (42:21).[19]
  - King eliminó finalmente a Jushin Thunder Liger y The Great Muta, ganando la lucha.
  - Después de la lucha, Muta y Liger atacaron a King.
- El Campeón Mundial Televisivo de ROH Jeff Cobb derrotó a Will Ospreay y ganó el Campeonato de Peso Abierto NEVER (12:52).[19]
  - Cobb cubrió a Ospreay después de un «Tour of the Island».
  - Ambos campeonatos estaban en juego.
- Rush derrotó a Dalton Castle (con The Boys) (0:15).[19]
  - Rush cubrió a Castle después de un «Bullhorn».
  - Después de la lucha, Castle atacó a The Boys.
- Kelly Klein derrotó a Mayu Iwatani y ganó el Campeonato Mundial Femenil de Honor (10:38).[19]
  - Klein cubrió a Iwatani después de dos «K-Power».
  - Después de la lucha, Angelina Love, Velvet Sky y Mandy Leon atacaron a Klein.
- Flip Gordon & Lifeblood (Juice Robinson & Mark Haskins) derrotaron a Bully Ray, Silas Young & Shane Taylor en un New York City Street Fight (15:01).[19]
  - Gordon cubrió a Ray después de un «Four Flippy Splash».
- Dragon Lee derrotó a Taiji Ishimori (c) y Bandido y ganó el Campeonato Peso Pesado Junior de la IWGP (8:54).[19]
  - Lee cubrió a Bandido después de una «Desnucadora».
- Los Campeones en Parejas de la IWGP Guerrillas of Destiny (Tama Tonga & Tanga Loa) (con Jado) derrotaron a Villain Enterprises (Brody King & PCO) (c-ROH), Los Ingobernables de Japón (Evil & Sanada) y The Briscoe Brothers (Jay Briscoe & Mark Briscoe) y ganaron el Campeonato Mundial en Parejas de ROH (9:45).[19]
  - Loa cubrió a King después de un «Avalanche Powerbomb»
  - Después de la lucha, Toru Yano se robó el Campeonato en Parejas de la IWGP.
  - Ambos campeonatos estaban en juego.
- Zack Sabre Jr. (con Taka Michinoku) derrotó a Hiroshi Tanahashi y retuvo el Campeonato Peso Pesado Británico (15:14).[19]
  - Sable forzó a Tanahashi a rendirse con un «Jim Breaks Special».
- Kota Ibushi derrotó a Tetsuya Naito y ganó el Campeonato Intercontinental de la IWGP (20:53).[19]
  - Ibushi cubrió a Naito después de un «Kamigoye».
- Matt Taven derrotó a Jay Lethal (c) y Marty Scurll en un Ladder Match y ganó el Campeonato Mundial de ROH (29:35).[19]
  - Taven ganó la lucha después de descolgar el campeonato.
- Kazuchika Okada derrotó a Jay White (con Gedo) y ganó el Campeonato Peso Pesado de la IWGP (32:33).[19]
  - Okada cubrió a White después de un «Rainmaker».
  - Durante la lucha, Gedo interfirió a favor de White.
  - Esta fue la primera vez que el campeonato cambia de manos fuera de Japón.

### Honor Rumble: entradas y eliminaciones
El color rojo ██ indica los luchadores de ROH, amarillo ██ indica los luchadores de NJPW, dorado ██ indica al ganador, y sin color indica los luchadores que son agentes libres. 
| Entradas | Entradas             | Eliminado por | Eliminado por                                                                 | Elim. |
| -------- | -------------------- | ------------- | ----------------------------------------------------------------------------- | ----- |
| 1        | Kenny King           | Ganador       | Ganador                                                                       | 3     |
| 2        | Minoru Suzuki        | 23            | Ishii                                                                         | 7     |
| 3        | Cheeseburger         | 24            | O'Ryan y Marseglia                                                            | 1     |
| 4        | Beer City Bruiser    | 1             | Bushi y Takagi                                                                | 0     |
| 5        | Sho                  | 5             | Fale                                                                          | 0     |
| 6        | Shingo Takagi        | 8             | Suzuki                                                                        | 1     |
| 7        | Bushi                | 2             | Taguchi                                                                       | 1     |
| 8        | Yoh                  | 6             | Fale                                                                          | 0     |
| 9        | Shaheem Ali          | 4             | Milonas                                                                       | 0     |
| 10       | Rhett Titus          | 7             | Fale                                                                          | 0     |
| 11       | LSG                  | 3             | Milonas                                                                       | 0     |
| 12       | Ryusuke Taguchi      | 9             | Gresham                                                                       | 1     |
| 13       | Will Ferrara         | 10            | Suzuki                                                                        | 1     |
| 14       | Chase Owens          | 11            | Suzuki                                                                        | 0     |
| 15       | Rocky Romero         | 15            | Hashi                                                                         | 0     |
| 16       | Brian Milonas        | 12            | Liger                                                                         | 2     |
| 17       | Bad Luck Fale        | 17            | Suzuki, Goto, Cheeseburger, Ferrara, King, Gresham, Liger, O'Ryan y Marseglia | 3     |
| 18       | Jonathan Gresham     | 21            | Muta                                                                          | 2     |
| 19       | Tracy Williams       | 13            | O'Ryan y Marseglia                                                            | 0     |
| 20       | Yoshi-Hashi          | 16            | Romero                                                                        | 1     |
| 21       | PJ Black             | 14            | Ishii                                                                         | 0     |
| 22       | Jushin Thunder Liger | 30            | King                                                                          | 2     |
| 23       | TK O'Ryan            | 28            | Muta                                                                          | 5     |
| 24       | Vinnie Marseglia     | 27            | Muta                                                                          | 5     |
| 25       | Delirious            | 18            | Muta                                                                          | 0     |
| 26       | Tomohiro Ishii       | 26            | O'Ryan y Marseglia                                                            | 2     |
| 27A      | Toru Yano            | 20            | Suzuki                                                                        | 0     |
| 27B      | Colt Cabana          | 19            | Suzuki                                                                        | 0     |
| 28       | Hirooki Goto         | 22            | Suzuki                                                                        | 1     |
| 29       | Haku                 | 25            | O'Ryan y Marseglia                                                            | 0     |
| 30       | The Great Muta       | 29            | King                                                                          | 4     |

1. 